# António Mendo Caldeira de Castel-Branco Cota Falcão
D. António-Mendo Caldeira de Castel-Branco Cotta Falcão  (Portalegre, Sé, 28 de Agosto de 1848, bap. 9 de Outubro de 1848 -  Palácio da Barreira, 23 de Novembro de 1927), conhecido como o 1.º Visconde de Alter do Chão, foi um empresário agrícola e político português.

## Família
Filho de José Caldeira de Castel-Branco Cotta Falcão (Portalegre, Sé, 7 de Dezembro de 1820, bap. 8 de Janeiro de 1821 - 28 de Dezembro de 1871), que sucedeu na Casa e Morgados de seu pai e foi Fidalgo Cavaleiro da Casa Real por Alvará de 5 de Junho de 1858, e de sua mulher (Olivença, 30 de Maio de 1847) D. Gertrudes José de Mesquita Marçal Cary Rebelo Palhares (Olivença, Santa Maria do Castelo, 1827 - 23 de Maio de 1899).

## Biografia
Foi Bacharel formado em Filosofia pela Faculdade de Letras da Universidade de Coimbra e Fidalgo Cavaleiro da Casa Real. Abastado Proprietário em Alter do Chão, foi Presidente da Câmara Municipal deste Concelho e Procurador à Junta Geral do Distrito de Portalegre, etc.
O título de 1.º Visconde de Alter do Chão foi-lhe concedido, em uma vida, por Decreto de D. Luís I de Portugal de 20 de Novembro de 1886.
Faleceu no Palácio da Barreira, em Alter do Chão.

## Casamento e descendência
Casou com sua prima-irmã a Viscondessa D. Maria Ana de Mesquita Marçal Cary Rebelo Palhares Caldeira de Castel-Branco, natural de Olivença, filha de D. António Luís de Mesquita Marçal Cary Rebelo Palhares (Olivença, 18 de Março de 1824 - Olivença, 12 de Julho de 1896), Senhor da Casa dos Marçais de Olivença, e de sua mulher (Portalegre, Sé, 1 de Junho de 1848) D. Ana Luísa de Barros Caldeira de Castel-Branco ou de Barros de Castel-Branco (Portalegre, 21 de Agosto de 1831, bap. 17 de Janeiro de 1832 - ?), com geração.
Entre os seus descendentes mais notáveis encontram-se a actriz portuguesa, Inês Castel-Branco, sua trineta e o economista António Borges, seu bisneto. 